# Charles Bronfman
Pour les autres membres de la famille, voir Famille Bronfman.
Pour les articles homonymes, voir Bronfman.
Charles Rosner Bronfman (né le 27 juin 1931 à Montréal) est un homme d'affaires et philanthrope canadien.

## Biographie
Charles Bronfman est le cinquième homme le plus riche du Canada, selon la revue Forbes, avec une valeur nette de 2,2 milliards de dollars américains. Sa fortune vient de l'entreprise familiale de spiritueux. Il était le propriétaire majoritaire des Expos de Montréal dans la ligue majeure de baseball de la fondation de l'équipe en 1968 jusqu'à la vente de 1990 à Claude Brochu. Il a aussi été propriétaire des Concordes de Montréal de la Ligue canadienne de football de 1982 à 1987.
Il est le fils de Samuel et de Saidye Bronfman ; ses frères et sœurs sont Minda, l'architecte Phyllis et Edgar Sr. Il est l'oncle d'Edgar Bronfman Jr. (en).
Bronfman a étudié à l'école Selwyn House (en) à Montréal, au Trinity College School de Port Hope en Ontario et à l'Université McGill.

## Philanthropie
Avec Michael Steinhardt, il a fondé Birthright Israel, un programme qui fournit une expérience de voyage éducative aux jeunes Juifs âgés de 18 à 26 ans. Bronfman est le président de Andrea and Charles Bronfman Philanthropies Inc, une philanthropie familiale qui est présente en Israël, au Canada et aux États-Unis.

## Présidence
Depuis novembre 1997, Bronfman est le président du conseil de Koor Industries Ltée., une des plus grandes sociétés d'affermage israéliennes. Il est le vice-président de l'Institut McGill pour l'étude du Canada. De 1999 à 2001, Bronfman était le premier président de la fédération des communautés juives d'Amérique du Nord. Il est l'ancien vice-président de Seagram Ltée.

## Famille
Il a épousé Andrea Morrison. Ils ont eu cinq enfants et quatre petits-enfants. Sa femme est morte accidentellement le 23 janvier 2006. 
En 2002, ses enfants, Stephen et Ellen, ont lancé le prix Charles-Bronfman récompensant les jeunes humanitaires dont le travail est ancré dans leurs valeurs juives et profite à tous,.

## Honneurs

### 1981
- Officier de l'Ordre du Canada

### 1990
- Docteur honoris causa en philosophie de l'université hébraïque de Jérusalem
- Docteur honoris causa en droit de l'Université McGill

### 1992
- Membre du Conseil privé de la Reine pour le Canada
- Promu au rang de compagnon de l'Ordre du Canada
- Docteur honoris causa en lettres de l'université Brandeis
- Docteur honoris causa en droit de l'Université Concordia

### 1995
- Docteur honoris causa en droit de l'Université de Waterloo

### 2000
- Docteur honoris causa en droit de l'Université de Toronto

### 2002
- Citoyenneté hierosolymitaine accordée honorablement à lui et sa femme.

### Article annexe
- Famille Bronfman